# Eureka Aerospace
Eureka Aerospace är ett amerikanskt företag bildat 2001 som bland annat utvecklat en enhet som på avstånd utan fysisk kontakt förmår att stoppa motorn i ett fordon. Tekniken utvecklades i slutet av 1990-talet (cirka 1997) för att användas som skydd mot intrång med hjälp av motorfordon vid känsliga anläggningar. Tekniken har sedan dess krympt storleksmässigt så pass mycket att den kan monteras i ett fordon och därmed blivit intressant att använda av bland annat polisen.
Företaget har även utvecklat en bärbar radar som kan se genom väggar.